# Риу-ду-Фогу
Риу-ду-Фогу (порт. Rio do Fogo)  —  муниципалитет в Бразилии, входит в штат Риу-Гранди-ду-Норти. Составная часть мезорегиона Восток штата Риу-Гранди-ду-Норти. Входит в экономико-статистический микрорегион Литорал-Нордести. Население составляет 10 447 человек на 2006 год. Занимает площадь 150,282 км². Плотность населения — 69,5 чел./км².

## Статистика
- Валовой внутренний продукт на 2003 год составляет 19 562 327,00 реалов (данные: Бразильский институт географии и статистики).
- Валовой внутренний продукт на душу населения на 2003 год составляет 1979,39 реалов (данные: Бразильский институт географии и статистики).
- Индекс развития человеческого потенциала на 2000 год составляет 0,598 (данные: Программа развития ООН).